# Polyneura bonnemaisonii
Espèce
Synonymes
- Aglaophyllum hilliae (Greville) Kützing, 1843[2]
- Cryptopleura hilliae (Greville) Kützing, 1849[2]
- Delesseria bonnemaisonii C.Agardh, 1822[2]
- Delesseria hilliae Greville, 1828[2]
- Nitophyllum hilliae (Greville) Greville, 1830[2]
- Polyneura hilliae (Greville) Kylin, 1924[2]
- Ulva hutchinensis Poiret, 1817[2]

Polyneura bonnemaisonii est une espèce d'algues rouges de la famille des Delesseriaceae.